# مطار كانساي الدولي
مطار كانساي الدولي (باليابانية: 関西国際空港، بالروماجي: Kansai Kokusai Kūkō)(إياتا: KIX، إيكاو: RJBB) هو المطار الدولي الرئيسي لمنطقة أوساكا الكبرى في اليابان وأقرب مطار دولي إلى مدن أوساكا وكيوتو وكوبه. يقع المطار على جزيرة اصطناعية. في منتصفها خليج أوساكا قبالة شاطئ هونشو.
افتتح مطار كانساي في 4 سبتمبر 1994 لتخفيف الازدحام عن مطار أوساكا الدولي الأصلي، الذي يشار إليه حاليا بمطار إيتامي، وهو أقرب إلى مدينة أوساكا. ويتكون من مبنيين: مبنى الركاب 1 ومبنى الركاب 2. المحطة 1 صممها المهندس المعماري الإيطالي رينزو بيانو وهي أطول صالة مطار في العالم بطول 1.7 كيلومتر. المطار مركز دولي لشركات خطوط كل اليابان الجوية والخطوط الجوية اليابانية وشركة Peach ، أول شركة طيران دولية منخفضة التكلفة في اليابان.

## شركات الطيران

### الركاب
| شركـات طيـران                     | الوجهات |
| --------------------------------- | --- |
| إيروفلوت                          | مطار شيريميتييفو الدولي (معلقة) |
| طيران آسيا (إكس)                  | مطار هونولولو الدولي (تستأنف 1 يوليو 2023)، مطار كوالالمبور الدولي |
| Air Busan                         | Busan، مطار إنتشون الدولي |
| طيران كندا                        | موسمي: مطار فانكوفر الدولي |
| طيران الصين                       | مطار بكين العاصمة الدولي، مطار هانغتشو شياوشان الدولي، مطار شانغهاي بودنغ الدولي، مطار تيانجين الدولي |
| الخطوط الجوية الفرنسية            | مطار باريس شارل ديغول |
| طيران ماكاو                       | مطار ماكاو الدولي |
| Air Seoul                         | مطار إنتشون الدولي |
| خطوط كل اليابان الجوية            | مطار بكين العاصمة الدولي، مطار داليان الدولي، مطار هونغ كونغ الدولي، Ishigaki، Miyako، Naha، مطار غينغادو جياودونغ الدولي، Sapporo–Chitose، مطار شانغهاي بودنغ الدولي، مطار طوكيو هانيدا الدولي |
| إيه إن إيه وينغز ‏                 | Naha، Sapporo–Chitose، مطار طوكيو هانيدا الدولي موسمي: Miyako |
| خطوط آسيانا الجوية                | مطار غيمبو الدولي، مطار إنتشون الدولي موسمي: Saipan |
| باتيك إير ماليزيا                 | مطار كوالالمبور الدولي، مطار تايوان تاويوان الدولي |
| خطوط العاصمة بكين الجوية          | مطار هانغتشو شياوشان الدولي |
| كاثي باسيفيك                      | مطار هونغ كونغ الدولي، مطار تايوان تاويوان الدولي |
| سيبو باسيفيك                      | مطار نينوي أكوينو الدولي |
| الخطوط الجوية الصينية             | مطار كاوهسيونغ الدولي، مطار تايوان تاويوان الدولي |
| خطوط شرق الصين الجوية             | مطار غينغادو جياودونغ الدولي، مطار شانغهاي بودنغ الدولي |
| خطوط جنوب الصين الجوية            | مطار بكين داشينغ الدولي، مطار داليان الدولي، مطار قوانغتشو باييون الدولي، مطار هاربين الدولي، مطار شانغهاي بودنغ الدولي، مطار شنيانغ الدولي |
| مصر للطيران                       | موسمي عارض: مطار القاهرة الدولي |
| طيران الإمارات                    | مطار دبي الدولي |
| الاتحاد للطيران                   | مطار أبو ظبي الدولي (تبدأ في 1 أكتوبر 2023) |
| إيفا للطيران                      | مطار كاوهسيونغ الدولي، مطار تايوان تاويوان الدولي |
| فين إير                           | مطار هلسنكي فانتا |
| Greater Bay Airlines              | مطار هونغ كونغ الدولي |
| خطوط هاينان الجوية                | مطار بكين العاصمة الدولي |
| خطوط هاواي الجوية                 | مطار هونولولو الدولي |
| Hebei Airlines                    | مطار شيجياتشوانغ تشنغدينغ الدولي |
| خطوط هونغ كونغ اكسبرس             | مطار هونغ كونغ الدولي |
| خطوط هونغ كونغ الجوية             | مطار هونغ كونغ الدولي |
| الخطوط الجوية اليابانية           | مطار سوفارنابومي الدولي، مطار هونولولو الدولي، مطار لوس أنجلوس الدولي، Sapporo–Chitose، مطار شانغهاي بودنغ الدولي، مطار تايوان تاويوان الدولي، مطار طوكيو هانيدا الدولي |
| Japan Transocean Air              | Ishigaki، Naha |
| Jeju Air                          | Busan، Cheongju، مطار أنتونيو بي وان بات الدولي، مطار غيمبو الدولي، مطار إنتشون الدولي موسمي: Muan |
| خطوط جيت ستار الجوية              | Cairns |
| Jetstar Japan                     | Fukuoka، مطار هونغ كونغ الدولي، Kōchi-Ryoma، Kumamoto، Naha، Sapporo–Chitose، Shimojishima، مطار تايوان تاويوان الدولي، مطار ناريتا الدولي |
| Jin Air                           | Busan، مطار إنتشون الدولي |
| خطوط جونياو الجوية                | مطار بكين داشينغ الدولي (تبدأ في 1 يوليو 2023)، مطار تشانغشا هوانغوا الدولي، مطار تشانغتشو بيننو، مطار هاربين الدولي، مطار نانجينغ الدولي، مطار غينغادو جياودونغ الدولي، مطار شانغهاي بودنغ الدولي، مطار ونزهو يونجقيانج الدولي، مطار ووهان الدولي                                                     |
| الخطوط الجوية الملكية الهولندية   | مطار سخيبول أمستردام |
| كوريا للطيران                     | مطار غيمبو الدولي، مطار إنتشون الدولي |
| طيران لونج                        | مطار هانغتشو شياوشان الدولي |
| لوفتهانزا                         | مطار ميونخ الدولي |
| الخطوط الجوية الماليزية           | مطار كوالالمبور الدولي |
| الخطوط الجوية المنغولية           | موسمي: مطار جنكيز خان الدولي الجديد (تستأنف 5 يوليو 2023) |
| خطوط طيران أوكاي                  | مطار تشانغشا هوانغوا الدولي، مطار هانغتشو شياوشان الدولي، مطار ليني شوبولينغ |
| Peach Aviation                    | Amami Oshima ‏، مطار سوفارنابومي الدولي، Fukuoka، مطار هونغ كونغ الدولي، Ishigaki، Kagoshima، مطار كاوهسيونغ الدولي، Kushiro، Memanbetsu، Miyazaki، Nagasaki، Naha، Niigata، Sapporo–Chitose، مطار سنداي، مطار إنتشون الدولي، مطار شانغهاي بودنغ الدولي، مطار تايوان تاويوان الدولي، مطار ناريتا الدولي |
| الخطوط الجوية الفلبينية           | مطار نينوي أكوينو الدولي |
| طيران آسيا (الفلبين)              | مطار نينوي أكوينو الدولي |
| الخطوط الجوية القطرية             | مطار حمد الدولي (تستأنف 1 مارس 2024) |
| سكوت للطيران                      | مطار شانغي سنغافورة |
| خطوط شاندونغ الجوية               | مطار جينان الدولي، مطار غينغادو جياودونغ الدولي |
| خطوط شانغهاي الجوية               | مطار غينغادو جياودونغ الدولي |
| خطوط شينزين الجوية                | مطار سنن شوفانغ الدولي |
| خطوط سيتشوان الجوية               | مطار جينغديو الجديد |
| الخطوط الجوية السنغافورية         | مطار شانغي سنغافورة |
| سبرينغ (شركة طيران)               | مطار شانغهاي بودنغ الدولي، مطار شنيانغ الدولي |
| StarFlyer                         | مطار طوكيو هانيدا الدولي |
| ستارلوكس للطيران                  | مطار تايوان تاويوان الدولي |
| Thai AirAsia X                    | مطار سوفارنابومي الدولي |
| الخطوط الجوية الدولية التايلاندية | مطار سوفارنابومي الدولي |
| Thai VietJet Air                  | مطار تشيانغ مي |
| خطوط تيانجين الجوية               | مطار تيانجين الدولي |
| Tigerair Taiwan                   | مطار كاوهسيونغ الدولي، مطار تايوان تاويوان الدولي |
| الخطوط الجوية التركية             | مطار إسطنبول الدولي |
| T'way Air                         | Busan، Cheongju (تبدأ في 8 يونيو 2023)، Daegu، مطار أنتونيو بي وان بات الدولي، مطار جيجو الدولي، Muan، مطار إنتشون الدولي |
| الخطوط الجوية المتحدة             | مطار أنتونيو بي وان بات الدولي، مطار سان فرانسيسكو الدولي |
| خطوط فيت جيت                      | مطار نوي باي الدولي، مطار تان سون نهات الدولي |
| الخطوط الجوية الفيتنامية          | مطار دا نانغ الدولي، مطار نوي باي الدولي، مطار تان سون نهات الدولي |
| West Air ‏                         | مطار تشونغتشينغ جيانغبى الدولي، مطار تشنغتشو الدولي |
| خطوط زيامن الجوية                 | مطار هانغتشو شياوشان الدولي، مطار شيامن قاوتشي الدولي |

### الشحن
| شركـات طيـران                                       | الوجهات |
| --------------------------------------------------- | --- |
| طيران الصين للشحن الجوي                             | مطار بكين العاصمة الدولي، مطار شانغهاي بودنغ الدولي |
| خطوط كل اليابان الجوية                              | مطار سوفارنابومي الدولي، مطار داليان الدولي، Naha، مطار تشينغداو ليوتينغ الدولي، مطار شانغهاي بودنغ الدولي، مطار تيانجين الدولي، مطار ناريتا الدولي |
| خطوط آسيانا الجوية                                  | مطار إنتشون الدولي |
| Cargolux Italia                                     | مطار هونغ كونغ الدولي، مطار مالبينسا |
| كاثي باسيفيك                                        | مطار هونغ كونغ الدولي، مطار إنتشون الدولي |
| الخطوط الجوية الصينية                               | مطار تيد ستيفنز أنكوراج الدولي، مطار لوس أنجلوس الدولي، مطار تايوان تاويوان الدولي |
| الخطوط الجوية الصينية للشحن                         | مطار شانغهاي بودنغ الدولي |
| الخطوط الجوية الصينية للبريد                        | مطار شانغهاي بودنغ الدولي |
| دي إتش إل للطيران operated by خطوط هونك كونك الجوية | مطار هونغ كونغ الدولي |
| إيفا للطيران                                        | مطار تيد ستيفنز أنكوراج الدولي، مطار هارتسفيلد جاكسون، مطار تايوان تاويوان الدولي |
| فيديكس إكسبرس                                       | مطار تيد ستيفنز أنكوراج الدولي، مطار بكين العاصمة الدولي، مطار قوانغتشو باييون الدولي، مطار هونغ كونغ الدولي، مطار إنديانابوليس الدولي، مطار ممفيس الدولي، مطار أوكلاند الدولي (الولايات المتحدة)، مطار باريس شارل ديغول، مطار شانغي سنغافورة، مطار شانغهاي بودنغ الدولي، مطار تايوان تاويوان الدولي، مطار ناريتا الدولي |
| غارودا إندونيسيا                                    | مطار سوكارنو هاتا الدولي |
| كوريا للطيران                                       | مطار إنتشون الدولي |
| لوفتهانزا للشحن                                     | مطار فرانكفورت، مطار يميلانو الدولي، مطار إنتشون الدولي |
| الخطوط الجوية القطرية                               | مطار حمد الدولي، مطار هونغ كونغ الدولي |
| خطوط أس أف الجوية                                   | مطار تشانغشا هوانغوا الدولي، مطار ووهان الدولي |
| خطوط سيتشوان الجوية                                 | مطار نانتونغ شينغ دونغ |
| Silk Way West Airlines                              | مطار حيدر علييف الدولي، مطار إنتشون الدولي |
| خطوط سوبارنا الجوية                                 | مطار شانغهاي بودنغ الدولي |
| خطوط يو بي إس الجوية                                | مطار تيد ستيفنز أنكوراج الدولي، مطار شانغهاي بودنغ الدولي، مطار شينزين باوان الدولي، مطار ناريتا الدولي |